# ルー・アンドレアス・ザロメ

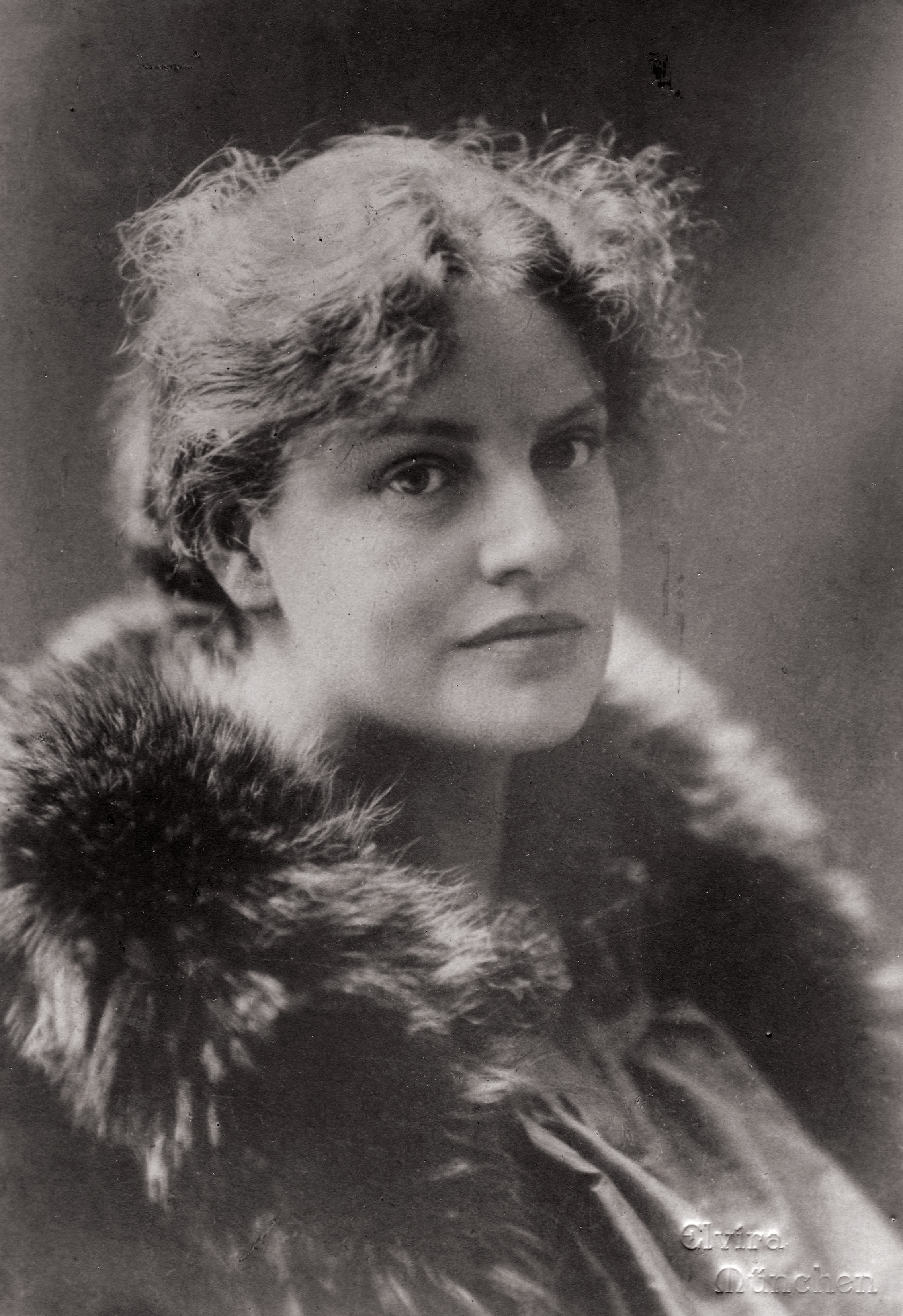
ルー・ザロメ（1914年）

ルー・アンドレアス・ザロメ（Lou Andreas-Salomé、1861年2月12日 - 1937年2月5日）は、サンクトペテルブルク生まれのドイツの著述家、エッセイスト。ロシア語名ルイーザ・グスタヴォヴナ・サロメ（Луиза Густавовна Саломе）。
本名はルイーズ・フォン・ザロメ（Louise von Salomé）といい、"Henry Lou"の偽名を使うこともあった。
後年、ジークムント・フロイトに師事して、精神分析家としても活動した。ユダヤ系ロシアの将軍の娘で、元々はフランス系ハンガリーの一族である（ペータース『ルー・ザロメ 愛と生涯』）。
イタリアの指揮者・作曲家ジュゼッペ・シノーポリが彼女を題材としたオペラ『ルー・ザロメ』を作曲している（1981年初演）。

## 生涯
1880年、ザロメは、チューリッヒ大学で宗教学、哲学、そして芸術史の勉強を始めた。1882年にパウル・レーと出会い、彼を介してフリードリッヒ・ニーチェと知り合う。ニーチェから求婚の申し出があるが、彼女はそれを拒絶した。のち同様に、ライナー・マリア・リルケからの求婚もやはり断っている。結局、1887年にイラン学者のフリードリッヒ・カール・アンドレアスと結婚している。
ザロメはベルリンでは、フリードリッヒスハーゲン・グループに近づき、当時の著名人たちの知遇を得る。たとえば、ゲアハルト・ハウプトマン、フランク・ヴェーデキント、ヨハン・アウグスト・ストリンドベリ、アルトゥル・シュニッツラー、ヤコブ・ヴァッサーマン、などである。こうした特別の交友関係を通して、彼女はライナー・マリア・リルケと知り合い、リルケとは2度ロシア旅行を共にしている。
1911年、ザロメはヴァイマールで開催された国際精神分析会議に参加した後、フロイトの下で精神分析の知識を深めようとする。その後、彼女の夫がゲッティンゲン大学に招聘を受けたため、そのゲッティンゲンで彼女も精神分析の分析家として開業をする。彼女はゲッティンゲンで尿毒症により亡くなった。
ザロメの広範囲にわたる学問的、文学的名著作は、20世紀後半に入って初めてその全体が収集、編集、校閲されて出版の運びにいたった。その文学作品や物語の中で彼女は、伝統的な世界の中で自分自身の道を歩み始めようとした近代的な女性たちのさまざまな問題を取り上げている。

## 著作

### 原文
- Im Kampf um Gott (神との戦い、1885年)
- Henrik Ibsens Frauengestalten (ヘンリク・イプセンの女性像、1892年)
- Friedrich Nietzsche in seinen Werken (1894) Neu herausgegeben mit Anmerkungen von Thomas Pfeiffer, Ffm und Leipzig, Insel (その作品に見るフリードリッヒ・ニーチェ、2000年)
- Ruth (ルース、1895年)
- Aus fremder Seele (1896年)
- Fenitschka. Eine Ausschweifung (1898年)
- Menschenkinder (1899年)
- Im Zwischenland (間の地で、1902年)
- Ma (お母さん、1904年)
- Die Erotik (エロティーク、1910年)
- Rainer Maria Rilke (ライナー・マリア・リルケ、1928年)
- Mein Dank an Freud (友への感謝、1931年)
- In der Schule bei Freud – Tagebuch eines Jahres – 1912/1913 (フロイトの学派の中で、1958年)
- Lebensrückblick – Grundriß einiger Lebenserinnerungen (1994年)
- Sigmund Freud – Lou Andreas-Salomé: Briefwechsel (1966年)
- Rainer Maria Rilke – Lou Andreas Salomé: Briefwechsel (ライナー・マリア・リルケールー・アンドレアス・ザロメ往復書簡、1952年)
- "Als käm ich heim zu Vater und Schwester" Lou Andreas-Salomé – Anna Freud: Briefwechsel (2001) Wallstein Verlag, Göttingen ISBN 3-89244-213-4
- Le diable et sa grand-mère (1922), traduction, annotation et postface de Pascale Hummel (2005年)
- L'heure sans Dieu et autres histoires pour enfants (1922), traduction, annotation et postface de Pascale Hummel (2006年)

### 日本語訳
選文集『ルー・ザロメ著作集』以文社、1973-1976年、新版1986年
- 「神をめぐる闘い」（第一巻）小林真訳
- 「女であること」（第二巻）小林栄三郎訳
- 「ニーチェ 人と作品」(第三巻）原佑訳
- 「ライナー・マリア・リルケ ほか」（第四巻）塚越敏、伊藤行雄訳
- 「フロイトへの感謝」（第五巻）塚越敏、小林真訳
- 『ルー・ザロメ回想録』山本尤訳、ミネルヴァ書房 2006年
- 『ラィナー・マリーア・リルケ』土井虎賀寿訳 筑摩書房 1943年
- 『リルケ』富士川英郎、吉村博次共訳 彌生書房 1959年

## 関連書籍
- リルケ『フィレンツェだより ルー・サロメへの書簡』森有正訳、筑摩書房、1970年／ちくま文庫、2003年
- 白井健三郎『ルー・ザロメ　ニーチェ・リルケ・フロイトを生きた女』風信社、1985年

## 映画
- 『ルー・サロメ 善悪の彼岸（イタリア語版）』リリアーナ・カヴァーニ監督、ドミニク・サンダ、エルランド・ヨセフソン出演、1977年